# Розі Бреннан
Розі Бреннан (2 грудня 1988 , Солт-Лейк-Сіті ) - американська лижниця, переможниця етапів Кубка світу, учасниця чемпіонатів світу та Олімпійських ігор 2018 року. Спеціалізується на дистанційних перегонах.

## Життєпис
Лижним спортом Розі Бреннан почала займатися в 14 років у Парк-Сіті – одному з найбільших центрів США, де відбулися зимові Олімпійські ігри 2002 року. Зі слів американки, домашня Олімпіада надихнула її стати лижницею. 2011 року спортсменка успішно закінчила Дартмутський коледж (штат Нью-Гемпшир) за спеціальністю «Географія». Закінчивши навчання в Гановері, Розі переїхала до Анкориджа (штат Аляска) і 2017 року здобула освіту в Аляскінському тихоокеанському університеті. По закінченні спортивної кар'єри Розі планує стати вчителькою.
16 січня 2009 року американка вперше взяла участь у Кубку світу: на передолімпійському тижні у Ванкувері Розі посіла 34-те місце у кваліфікації спринту та 17-те – в командному спринті. Першого успіху на міжнародних змаганнях американська лижниця досягла 2015 року, посівши 3-тє місце в естафеті.
Бреннан взяла участь у трьох чемпіонатах світу, а ще в Олімпійських іграх 2018 року. Найкращий результат американки в особистих змаганнях - 10-те місце в скіатлоні на 15 км на чемпіонаті світу 2019 року у Зеефельді, а в командних – 4-те місце в естафеті на чемпіонаті світу 2015 року.
У сезоні 2020-2021 Розі Бреннан стала одним із відкриттів змагань. 29 листопада 2020 року американка вперше в кар'єрі зійшла на п'єдестал пошани в особистих змаганнях: на етапі Кубка світу в Руці 31-річна лижниця посіла 3-тє місце в перегонах переслідування. Два тижні по тому Бреннан зробила «золотий дубль» у Давосі: спочатку Розі була першою в спринті, а наступного дня перемогла в перегонах з роздільним стартом на 10 км вільним стилем. Отже, за підсумками змагань у Швейцарії Бреннан стала першою спортсменкою в історії США, яка очолила всі три заліки Кубка світу.

## Результати за кар'єру
Усі результати наведено за даними Міжнародної федерації лижного спорту.

### Олімпійські ігри
| Рік  | Вік | 10 км індивідуальні пер. | 15 км скіатлон | 30 км мас-старт | Спринт | 4 × 5 км естафета | Командна першість спринт |
| ---- | --- | ------------------------ | -------------- | --------------- | ------ | ----------------- | ------------------------ |
| 2018 | 29  | —                        | 58             | —               | —      | —                 | —                        |

### Чемпіонати світу
| Рік  | Вік | 10 км індивідуальні пер. | 15 км скіатлон | 30 км мас-старт | Спринт | 4 × 5 км естафета | Командна першість спринт |
| ---- | --- | ------------------------ | -------------- | --------------- | ------ | ----------------- | ------------------------ |
| 2015 | 26  | —                        | 30             | 16              | —      | 4                 | —                        |
| 2017 | 28  | 32                       | 28             | —               | —      | —                 | —                        |
| 2019 | 30  | 24                       | 10             | 16              | —      | 5                 | —                        |
| 2021 | 32  | 17                       | —              | —               | 34     | —                 | 5                        |

### Кубки світу

#### Підсумкові місця в Кубку світу за роками
| Сезон | Вік | Місце в дисципліні | Місце в дисципліні | Місце в дисципліні | Місце в Скі Тур | Місце в Скі Тур | Місце в Скі Тур | Місце в Скі Тур   | Місце в Скі Тур |
| Сезон | Вік | Загалом            | Дистанція          | Спринт             | Nordic Opening  | Тур де Скі      | Скі Тур 2020    | Фінал Кубка світу | Скі Тур Канада  |
| ----- | --- | ------------------ | ------------------ | ------------------ | --------------- | --------------- | --------------- | ----------------- | --------------- |
| 2009  | 20  | НК                 | —                  | НК                 | Н/Д             | —               | Н/Д             | —                 | Н/Д             |
| 2013  | 24  | НК                 | НК                 | НК                 | —               | —               | Н/Д             | 43                | Н/Д             |
| 2014  | 25  | НК                 | НК                 | НК                 | 70              | —               | Н/Д             | —                 | Н/Д             |
| 2015  | 26  | 87                 | 56                 | НК                 | —               | —               | Н/Д             | Н/Д               | Н/Д             |
| 2016  | 27  | 54                 | 42                 | НК                 | 34              | 32              | Н/Д             | Н/Д               | 24              |
| 2017  | 28  | 65                 | 47                 | 82                 | 41              | 28              | Н/Д             | 42                | Н/Д             |
| 2018  | 29  | 55                 | 45                 | 54                 | 28              | 24              | Н/Д             | НФ                | Н/Д             |
| 2019  | 30  | 38                 | 27                 | 54                 | 15              | —               | Н/Д             | 39                | Н/Д             |
| 2020  | 31  | 17                 | 14                 | 35                 | 10              | 15              | 12              | Н/Д               | Н/Д             |
| 2021  | 32  | 4                  | 4                  | 9                  | 5               | 6               | Н/Д             | Н/Д               | Н/Д             |

#### П'єдестали в особистих дисциплінах
- 2 перемоги – (2 КС)
- 6 п'єдесталів – (3 КС, 3 ЕКС)

| № | Сезон   | Дата              | Місце пров.             | Перегони               | Рівень           | Місце |
| - | ------- | ----------------- | ----------------------- | ---------------------- | ---------------- | ----- |
| 1 | 2020–21 | 29 листопада 2020 | Рука (Фінляндія)        | 10 км переслідування В | Етап Кубка світу | 3-тє  |
| 2 | 2020–21 | 12 грудня 2020    | Давос (Швейцарія)       | 1,5 км спринт В        | Кубок світу      | 1-ше  |
| 3 | 2020–21 | 13 грудня 2020    | Давос (Швейцарія)       | 10 км індивідуальні В  | Кубок світу      | 1-ше  |
| 4 | 2020–21 | 3 січня 2021      | Val Müstair (Швейцарія) | 10 км переслідування В | Етап Кубка світу | 2-ге  |
| 5 | 2020–21 | 5 січня 2021      | Добб'яко (Італія)       | 10 км індивідуальні В  | Етап Кубка світу | 2-ге  |
| 6 | 2021–22 | 4 грудня 2021     | Ліллегаммер (Норвегія)  | 10 км індивідуальні В  | Кубок світу      | 3-тє  |

#### П'єдестали в командних дисциплінах
- 2 п'єдестали – (2 Ес)

| № | Сезон   | Дата          | Місце пров.            | Перегони              | Рівень      | Місце | Тов. по команді               |
| - | ------- | ------------- | ---------------------- | --------------------- | ----------- | ----- | ----------------------------- |
| 1 | 2015-16 | 6 грудня 2015 | Ліллегаммер (Норвегія) | Естафета 4 × 5 км К/В | Кубок світу | 3-тє  | Б'єрнсен / Stephen / Діґґінс  |
| 2 | 2019-20 | 8 грудня 2019 | Ліллегаммер (Норвегія) | Естафета 4 × 5 км К/В | Кубок світу | 2-ге  | Колдвелл / Б'єрнсен / Діґґінс |